# Yukiru Sugisaki
Yukiru Sugisaki (杉崎 ゆきる, Sugisaki Yukiru) est une mangaka japonaise, auteure de D.N.Angel, de Lagoon Engine et Lagoon Engine Einsatz, de Brain Powered, d'Eden, d'Ascribe to Heaven, de Rizelmine et de 1001 Knights. Elle est née le 26 décembre 1974 au Japon.

## Carrière
Yukiru Sugisaki a commencé à dessiner en primaire et dessina son premier manga vers 17 - 18 ans. Son manga Namaiki no "N" a été publié en 1995 dans le magazine mensuel "Kadokawa Shoten shōjo Asuka". Les mangas qui ont rendu Sugisaki populaire sont D.N.Angel et The Candidate for Goddess qui ont été publiés simultanément dans le magazine mensuel Asuka et le magazine seinin Comic Gum . Elle a aussi travaillé sur le manga Brain Powerd conjointement avec Yoshiyuki Tomino. Depuis, Sugisaki a créé de nombreux one-shot et autres mangas de différents genres. Elle considère que le style shōjo l'a influencée sur ces scénarios et que le style shōnen l'a influencée pour les illustrations.